# Wieglitz
Wieglitz là một đô thị ở Börde huyện thuộc bang Sachsen-Anhalt, nước Đức. Đô thị Wieglitz có diện tích 59,14 km², dân số thời điểm ngày 31 tháng 12 năm 2006 là 191 người.